# Diadegma coleophorarum
Diadegma coleophorarum är en stekelart som först beskrevs av Julius Theodor Christian Ratzeburg 1852.  Diadegma coleophorarum ingår i släktet Diadegma och familjen brokparasitsteklar. Arten är reproducerande i Sverige. Inga underarter finns listade i Catalogue of Life.